# Денизли
Денизли́ (тур. Denizli) — город на юго-западе Турции, административный центр ила Денизли. Население — 1 056 332 человек (2023).
В 1912 г. здесь проживали: турки — 33 316 чел., греки — 3580 чел.

## Экономика
Город известен текстилем и ковроткачеством. Значительную роль в доходах города играет туризм.

## Спорт
В городе есть футбольный клуб «Денизлиспор» — участник сильнейшего дивизиона турецкого футбола — Турксель СуперЛиг.

## Города-побратимы
- Муш, Турция
- Бурса, Турция
- Токат, Турция
- Амасья, Турция
- Алмело, Нидерланды
- Павлодар, Казахстан
- Брэила, Румыния
- Самара, Россия
- Родос, Греция
- Бецдорф, Германия
- Могилёв, Белоруссия
- Лариса, Греция
- Тбилиси, Грузия
- Муан, Южная Корея
- Дамаск, Сирия